# Kleta (département)
Le département de Kleta est un des quatre départements composant la province du Barh el Gazel au Tchad. Son chef-lieu est Michemire.

## Communes
Le département de Kleta compte deux communes :
- Michemire
- Sofa

## Histoire
Le département de Kleta a été créé par l'ordonnance n°038/PR/2018 portant création des unités administratives et des collectivités autonomes du 10 août 2018.
Il correspond à l'ancienne sous-préfecture de Michemire du département du Barh el Gazel Sud.

## Administration
Préfets de Kleta (depuis 2018)
- nd.